# Seznam ameriških igralcev (C)
James Caan - Scott Caan - Tawnni Cable - Bruce Cabot - Susan Cabot - Frank Cady - Adolph Caesar - Sid Caesar - Nicolas Cage - James Cagney mlajši - James Cagney - Erin Cahill - Dean Cain - Haven Cain - Timothée Chalamet - Louis Calhern - Rory Calhoun - K Callan - Sarah Wayne Callies - Candace Cameron - Dean Cameron - Kirk Cameron - Nancy Cameron - Rod Cameron - Colleen Camp - Joseph Campanella - Bruce Campbell - Jennifer Campbell - Ken Hudson Campbell - Larry Joe Campbell - Maria Canals Barrera - Mary Grace Canfield - Bobby Cannavale - Stephen J. Cannell - Dyan Cannon - J.D. Cannon - Joanna Canton - Eddie Cantor - Cady Cantrell - Yakima Canutt - Lizzy Caplan - Francis Capra - Frank Capra III. - Alaina Capri - Kate Capshaw - Linda Cardellini - Vivien Cardone - Steve Carell - Harry Carey mlajši - Macdonald Carey - Olive Carey - George Carlin - Kelly Carlson - Linda Carlson - Amy Carlson - Hope Marie Carlton - Chris Carmack - Kona Carmack - Roger C. Carmel - Tonantzin Carmelo - Robert Carmine - Ryan Carnes - Alan Carney - Morris Carnovsky - Cindy Carol - Heather Carolin - Charisma Carpenter - Laurie Carr - David Carradine - John Carradine - Keith Carradine - Robert Carradine - Barbara Carrera - Tia Carrere - Jim Carrey - Corey Carrier - Leo Carrillo - Rodney Carrington - Pat Carroll - L.M. Kit Carson - Lisa Nicole Carson - Dixie Carter - Elan Carter - Jack Carter (komik) - Lynda Carter - Nell Carter - Gabrielle Carteris - Nancy Cartwright (igralka) - Veronica Cartwright - Anthony Caruso - David Caruso - Dana Carvey - Sharon Case - Adriana Caselotti - Dylan Cash - John Cassavetes - Andrew Cassese - Tom Cassett - David Cassidy - Jack Cassidy - Joanna Cassidy - Katie Cassidy - Michael Cassidy (igralec) - Shaun Cassidy - Ted Cassidy - John Cassisi - Dan Castellaneta - Christopher Castile - Mary Castro - Coralina Cataldi-Tassoni - Phoebe Cates - Mary Jo Catlett - Emma Caulfield - James Caviezel - John Cazale - Noah Centineo - Michael Ceveris - Lacey Chabert - George Chakiris - Richard Chamberlain - Helen Chandler - Jeff Chandler (igralec) - Kyle Chandler - Lane Chandler - Lon Chaney mlajši - Lon Chaney starejši - Carol Channing - Stockard Channing - Damian Chapa - Geraldine Chaplin - Sydney Earle Chaplin - Judith Chapman - Lonny Chapman - Cyd Charisse - Josh Charles - Stuart Charno - Melanie Chartoff - Cheryl Chase - Chevy Chase - Daveigh Chase - Jessica Chastain - Tom Chatterton - Richard Chaves - Ricardo Chavira - Don Cheadle - Kristin Chenoweth - Cher - Hal E. Chester - Michael Chiklis - Lois Chiles - Nick Chinlund - David Chiu - Chloe (igralka) - Anna Chlumsky - John Cho - Marcus Chong - Chris Casamassa - Marilyn Chris - Erika Christensen - Tonja Christensen - Claudia Christian - Shawn Christian - Alexandra Bokyun Chun - Thomas Haden Church - Berton Churchill - Julie Lynn Cialini - Eddie Cibrian - Jude Ciccolella - Natalia Cigliuti - Marguerite Clark - Clark Bartram - Anna Clark - Candy Clark - Daniel Clark (igralec) - Fred Clark - Ken Clark (igralec) - John Sleeper Clarke - Julie Clarke - Melinda Clarke - Lana Clarkson - Patricia Clarkson - Juanin Clay - Jill Clayburgh - David Clennon - Scott Clifton - Kristi Cline - Roger Clinton mlajši - George Clooney - Glenn Close - Eric Close - Joe Cobb - Lee J. Cobb - Bill Cobbs - Charles Coburn - James Coburn - Imogene Coca - Steve Cochran - Rory Cochrane - Bill Cody mlajši - Kyle Cohen - Mike Cohen - Robyn Cohen - Scott Cohen - Claudette Colbert (1903-96) - Gary Cole - Taylor Cole - Dabney Coleman - Monique Coleman - Barbara Coles - Kim Coles - Emy Coligado - Clifton Collins mlajši - Jessica Collins - Joan Collins - Misha Collins - Stephen Collins - Madeleine Collinson - Mary Collinson - Russ Columbo - Patrick Combs - Holly Marie Combs - Oliver Conant - Jeff Conaway - Chester Conklin - Joe Conley - Jennifer Connelly - Harry Connick mlajši - Chuck Connors - Mike Connors - Kimberley Conrad - Lauren Conrad - Robert Conrad - William Conrad - Frances Conroy - Kevin Conroy - Richard Conte - Kevin Conway - Tim Conway - Jackie Coogan - Keith Coogan - Carole Cook - Elisha Cook mlajši - Rachael Leigh Cook - Josh Cooke - Keith Cooke - Greg Coolidge - Jennifer Coolidge - Bradley Cooper - Chris Cooper (igralec) - Gary Cooper - Jackie Cooper - Merian C. Cooper - Pat Cooper - Teri Copley - Michael Copon - Sofia Coppola - Brady Corbet - Glenn Corbett - John Corbett - Barry Corbin - Ellen Corby - Henry Corden - Jill Corey - Wendell Corey - Ellie Cornell - Katharine Cornell - Bud Cort - Dan Cortese - Morena Corwin - Bill Cosby - Dolores Costello - Lou Costello - Kevin Costner - Kami Cotler - Joseph Cotten - Dave Coulier - Catherine E. Coulson - Marguerite Courtot - Tishara Cousino - Laura Cover - Jerome Cowan - Jane Cowl - Courteney Cox - Joshua Cox - Nikki Cox - Ronny Cox - Tony Cox - Wally Cox - Jeanne Coyne - Peter Coyote - Lotta Crabtree - Craig Anton - James Craig (igralec) - Yvonne Craig - Jeanne Crain - Bob Crane - Matt Crane - William Henry Crane - Bryan Cranston - Broderick Crawford - Christina Crawford - Cindy Crawford - Joan Crawford - Johnny Crawford - Leanna Creel - Curtis Cregan - Laird Cregar - Richard Crenna - Douglas Croft - Mary Jane Croft - Peter Crombie - James Cromwell - John Cromwell (režiser) - Richard Cromwell (igralec) - Hume Cronyn - Bing Crosby - Cathy Lee Crosby - Denise Crosby - Dennis Crosby - Gary Crosby - Kathryn Crosby - Mary Crosby - Alan Crosland - David Cross - Marcia Cross - Suzanne Crough - Lindsay Crouse - Billy Crudup - Tom Cruise - Brandon Cruz - Wilson Cruz - Jon Cryer - Melinda Culea - Kieran Culkin - Macaulay Culkin - Rory Culkin - Zara Cully - Robert Culp - Steven Culp - Robert Cummings - Grace Cunard - Lester Cuneo - Marta Cunningham - Kaley Cuoco - Vince Curatola - Jane Curtin - Valerie Curtin - Ben Curtis (igralec) - Jackie Curtis - Jamie Lee Curtis - Kelly Curtis - Ken Curtis - Robin Curtis - Tony Curtis - Vondie Curtis-Hall - Joan Cusack - John Cusack - Charlotte Saunders Cushman - Cynthia Geary - Billy Ray Cyrus - Miley Cyrus - Noah Cyrus - Matt Czuchry (igralec) -